# 게하형 가솔린 동차
게하형 가솔린 동차는 1930년부터 한반도에 도입된 3등 가솔린 동차이다. 일본의 기하 4200형과 4300형 형식을 도입한 후 국내 실정에 알맞게 조립하였으며, 대한민국에서는 1960년대 초반에 니가타 디젤 동차로 대체되며 모두 퇴역하였다.

## 도입과 운용

### 도입 이전

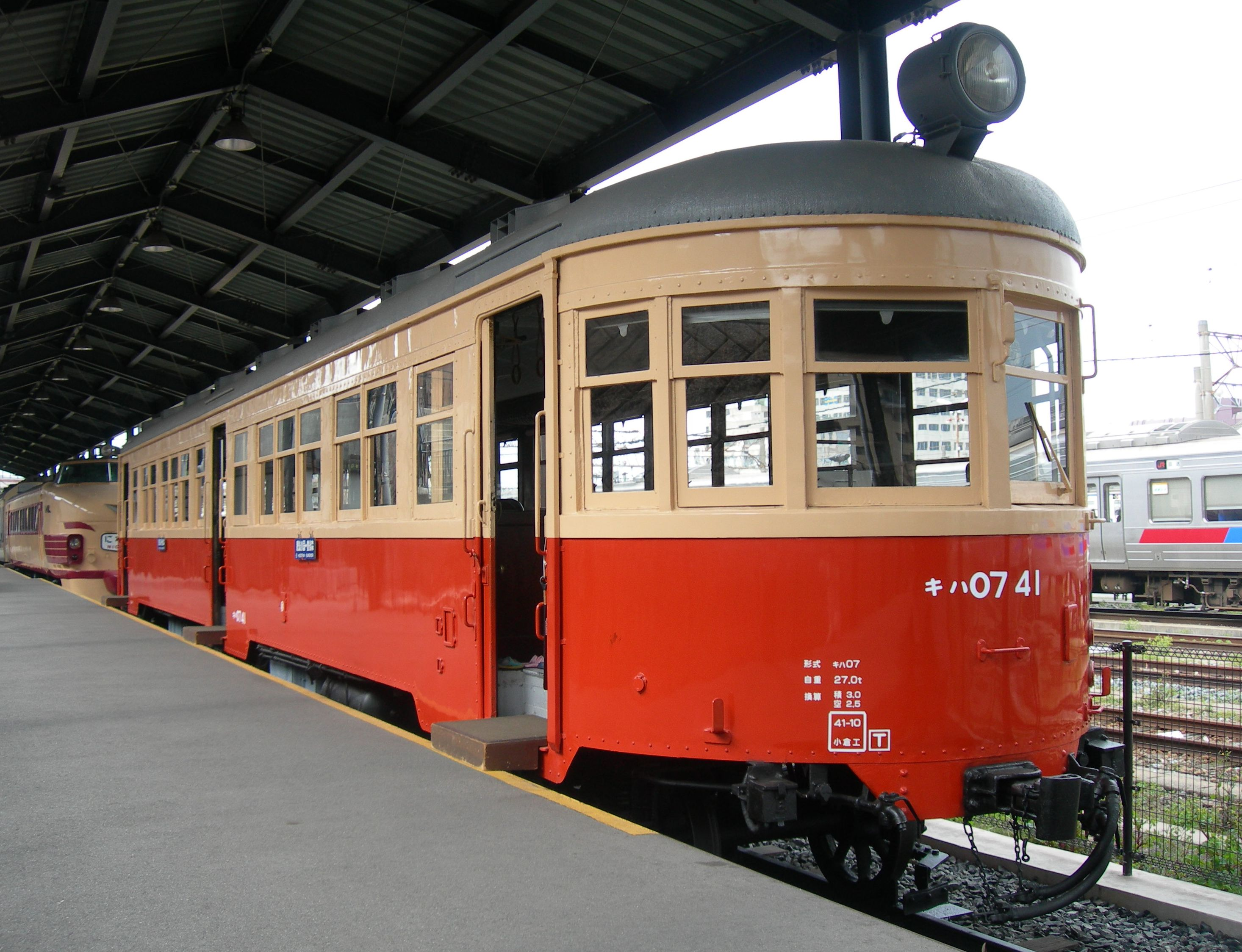
한국에서 운용된 것과 비슷한 형식의 기하 4200형

일본 철도부는 증기 동차의 비효율성을 대처하기 위하여 가솔린 동차를 개발하게 되었는데 경량화된 강철 차체와 스프링 대차를 탑재한 차량을 설계하였다. 지붕은 캔버스 목재로 경량화를 위해 기존의 물받이도 생략되었다. 브레이크는 평상시 효율성이 좋은 공기제동과 응답성이 좋은 직통제동을 전환할 수 있는 매우 간단한 방식이었다. 일본 현지에는 4300호대 1량과 4200호대 1량이 보존되어 있다.

### 한국
한반도에서는 1930년에 6량이 마루야마샤료(丸山車輛)와 니혼샤료로부터 최초로 도입되었다. 100인승의 107마력 웨크샤(Waukesha)형 엔진을 적용하였으며, 차량의 길이는 16m였고 중량은 25t이었다. 이후 1931년에 11량, 1932년에 10량, 1934년에 1량이 연이어 제작되었다. 1938년에는 170마력의 가와사키 엔진을 채용한 5량이 니혼샤료에서 도입되어 구배선용으로 운행되었고, 1942년에는 니혼샤료에서 추가로 도입되었다. 전압 12V의 발전기와 축전지를 사용하였다. 18호, 19호, 26호, 35호에는 화장실 설비가 되어 있었다. 이후 차량 노후화와 비효율로 일본에서 디젤 액압 동차를 도입하게 되며 폐차되었다.
선교회(鮮交會)의 《조선교통사》에 의하면 1938년에는 게하 5형 차량이 6량 도입되었으며, 이리·순천 기관구에 배속되어 대전~정읍, 이리~순천 간에서 운용되었다. 강력한 기관을 채용하였기 때문에, 구배선로에서도 속도 감소나 기관 과열이 상대적으로 덜하였다. 그러나 1938년 이후 가솔린 연료 수급이 점차 어려워져, 1941년 12월 1일 열차 시각표 개정과 함께 대부분의 게하형 동차의 사용이 중지되었다. 운행을 멈춘 차량은 군용 차량으로 중국으로 차출되거나, 엔진을 제거하여 대용 객차로 개조하였다.
한편, 직용 표준궤 가솔린 동차가 1936년 9월에 1량 만들어졌는데, 이는 공차중량이 23.6t이었으며 107마력의 20인승 차량이었다.
도입 연혁은 아래와 같다.
- 1930년: 마루야마샤료(丸山車輛)와 니혼샤료에서 6량 제작
- 1931년 3월: 경성공장에서 2량 제작 (차량번호 15~16 호)
- 1931년 8월: 경성공장에서 9량 제작 (차량번호 17~25 호)
- 1932년 5월: 경성공장에서 6량 제작 (차량번호 26~31 호)
- 1932년 7월: 경성공장에서 4량 제작 (차량번호 32~35 호)
- 1934년 1월: 일본에서 1량 제작
- 1936년 9월: 경성공장에서 직용 1량 제작 (차량번호 1 호)
- 1938년: 니혼샤료에서 5량 제작
- 1942년: 니혼샤료에서 제작 (수량 불명)
- 1957년~1963년: 통근형 디젤 액압 동차로 모두 대체

## 기술적 사양

### 기관
기관은 6기통 가솔린 엔진을 채택하였는데 웨크샤의 107마력 가솔린 엔진과 또 일본 철도 차량용 가솔린 엔진 국산화를 성공시킨 이사카와사의 가솔린엔진 그라고 가와사키사의 엔진을 사용하였다. 대부분의 엔진블록은 두께가 아주 두꺼웠는데, 이유는 당시에는 엔진 마모를 방지하는 기술이 없었기에 엔진 보링 시에 엔진블록을 많이 깎아내어도 무리가 가지 않도록 설계하였기 때문이다. 기화기는 엔진 측면에 위치하였으며 300L 연료 탱크에서 필터 없이 사용하였다. 점화 플러그는 독일제 보쉬사의 제품을 사용했는데, 이는 대부분의 전장품은 국산화한 것에 비해 점화 플러그는 일본의 기술적인 면에서 아직 생산이 불가능하였기 때문이다. 하지만 대한민국으로의 도입분은 당시 일본에서 주로 사용하던 아사카와사의 엔진의 기술적 결함과 내구성 문제로, 일본보다 비교적 험하고 노선이 고르지 않은 한국 노선에서 운영하기는 부적절하다고 판단되어, 당시 신뢰성이 높던 웨크샤의 가솔린 엔진을 사용하였다.

### 변속기
변속기는 롱사로 잘알려진 미국제 변속기의 데드 카피형을 사용하였으며 MT형 변속3단 직결 1단을 사용했다. 액체형 변속기도 개발 중이었으나 사용되지는 못하였다.

### 대차
대차는 받침대가 지지하는 축 스프링 대차형식으로 일본 국철에서 쓰인 게하형과 동일한 모델이다. 표준궤 전용인 장축형 대차가 아닌 협궤 전용인 단축형 대차를 채용했으며 베어링은 스웨댄제 롤러 베어링을 사용하여 경량화된 차체에 저항이 적은 대차를 사용함으로써 부족한 엔진출력을 만회했다.